# Kristie Ahnová
Kristie Haerim Ahnová (* 15. června 1992 New York) je bývalá americká profesionální tenistka korejského původu. Ve své dosavadní kariéře na okruhu WTA Tour nevyhrála žádný turnaj. V rámci okruhu ITF získala do září 2020 sedm titulů ve dvouhře a dva ve čtyřhře.
Na žebříčku WTA byla ve dvouhře nejvýše klasifikována v září 2019 na 87. místě a ve čtyřhře pak v dubnu 2017 na 199. místě.
V roce 2014 absolvovala po čtyřletém studiu Stanfordovu univerzitu v interdisciplinárním oboru Science – Technology – Society.

## Tenisová kariéra
V rámci hlavních soutěží událostí okruhu ITF debutovala v květnu 2008, když na turnaj v pensylvánském Landisvillu s dotací 10 tisíc dolarů obdržela divokou kartu. V soutěži nenašla přemožitelu, když v závěrečných kolech porazila Sloane Stephensovou, Álvarez Teránovou a Rebeccu Marinovou. Také třetí kariérní turnaj v této úrovni přetavila v titul po finálové výhře nad tchajwankou Čan Ťin-wej.
Debut na okruhu WTA Tour se pro ni zároveň stal první účastí v nejvyšší grandslamové kategorii, když v šestnácti letech postoupila z tříkolové kvalifikace do ženského singlu US Open 2008. V úvodním kole však nenašla recept na ruskou světovou šestku Dinaru Safinovou. Výdělek investovala do vysokoškolského studia. Na další start v hlavní soutěži grandslamu pak čekala deset let, než odehrála první kolo Australian Open 2018, v němž ji přehrála Barbora Strýcová. Premiérového vítězného zápasu dosáhla na US Open 2019. Na cestě do osmifinále na její raketě v rodném Flushing Meadows skončily Rusky Světlana Kuzněcovová, Anna Kalinská a Lotyška Jeļena Ostapenková.
První vyhraný zápas na túře WTA si připsala z dubnového Monterrey Open 2017, kde prošla kvalifikačním sítem. Na úvod vyřadila Janu Čepelovou. Poté podlehla pozdější šampionce turnaje a druhé nasazené Anastasiji Pavljučenkovové. Do čtvrtfinále travnatého AEGON Open Nottingham 2017 pronikla přes Naomi Ósakaovou a Magdu Linetteovou. V něm ji však zdolala Slovenka Magdaléna Rybáriková.

## Finále na okruhu ITF
| Dotace turnajů okruhu ITF | Dotace turnajů okruhu ITF |
| ------------------------- | ------------------------- |
| 100 000 $ tournaments     | 80 000 $ tournaments      |
| 75 000 $ tournaments      | 60 000 $ tournaments      |
| 50 000 $ tournaments      | 25 000 $ tournaments      |
| 15 000 $ tournaments      | 10 000 $ tournaments      |

### Dvouhra: 13 (7–6)
| Stav       | č. | datum             | turnaj                         | povrch    | soupeřka ve finále    | výsledek                |
| ---------- | -- | ----------------- | ------------------------------ | --------- | --------------------- | ----------------------- |
| Vítězka    | 1. | 25. května 2008   | Landisville, Spojené státy     | tvrdý     | Rebecca Marinová      | 6–3, 2–6, 6–3           |
| Vítězka    | 2. | 22. června 2008   | Houston, Spojené státy         | tvrdý (h) | Čan Ťin-wej           | 7–6(9–7), 0–6, 7–6(7–2) |
| Vítězka    | 3. | 29. března 2009   | Hammond, Spojené státy         | tvrdý     | Sophie Fergusonová    | 0–6, 6–4, 6–4           |
| Finalistka | 1. | 30. května 2010   | Carson, Spojené státy          | antuka    | Coco Vandewegheová    | 1–6, 3–6                |
| Vítězka    | 4. | 31. května 2015   | Čchangwon, Jižní Korea         | tvrdý     | Lee Ye-ra             | 6–3, 3–2 ret.           |
| Vítězka    | 5. | 30. srpna 2015    | Winnipeg, Kanada               | tvrdý     | Sharon Fichmanová     | 6–2, 7–5                |
| Finalistka | 2. | 10. dubna 2016    | Čchangwon, Jižní Korea         | tvrdý     | Susanne Celiková      | 2–6, 0–6                |
| Finalistka | 3. | 1. listopadu 2016 | Scottsdale, Spojené státy      | tvrdý     | Beatriz Haddad Maiová | 6–7(4–7), 6–7(2–7)      |
| Vítězka    | 6. | 23. dubna 2017    | Dothan, Spojené státy          | antuka    | Amanda Anisimovová    | 1–6, 6–2, 6–2           |
| Finalistka | 4. | 21. května 2017   | Saint-Gaudens, Francie         | antuka    | Richèl Hogenkampová   | 2–6, 4–6                |
| Vítězka    | 7. | 5. listopadu 2017 | Tyler, Spojené státy           | tvrdý     | Danielle Collinsová   | 6–4, 6–4                |
| Finalistka | 5. | 12. srpna 2018    | Landisville, Spojené státy     | tvrdý     | Madison Brengleová    | 4–6, 0–1skreč           |
| Finalistka | 6. | 24. února 2019    | Rancho Santa Fe, Spojené státy | tvrdý     | Nicole Gibbsová       | 3–6, 3–6                |

### Čtyřhra (2 tituly)
| č. | datum           | turnaj                              | povrch | spoluhráčka      | poražené finalistky                 | výsledek |
| -- | --------------- | ----------------------------------- | ------ | ---------------- | ----------------------------------- | -------- |
| 1. | 10. května 2010 | Raleigh, Spojené státy              | antuka | Nicole Gibbsová  | Alexandra Muellerová Ahsha Rolleová | 6–3, 6–2 |
| 2. | 16. dubna 2017  | Indian Harbour Beach, Spojené státy | antuka | Quinn Gleasonová | Laura Pigossiová Renata Zarazúová   | 6–3, 6–2 |